# Claude Jaeglé
Claude Jaegle est un essayiste français.

## Biographie
Outre la rédaction de ses essais, il est professeur à l'École de formation du barreau de Paris, pendant une dizaine d'années. Il y enseigne les techniques de plaidoirie et de négociation. Puis il crée l’une des premières structures de conseil en communication consacrée à la recherche scientifique et anime des formations auprès de chercheurs de toutes disciplines. Après un premier texte consacré à Géricault et Delacroix, il publie plusieurs essais sur le lien entre la voix et la pensée (chez Gilles Deleuze, Michel Foucault, Jacques Lacan...), s'appuyant souvent sur un travail d’écoute et d'analyse d'archives sonores et audiovisuelles,.

## Publications
- Géricault, Delacroix, la rêverie opportune, Epure, 1997
- Portrait oratoire de Gilles Deleuze aux yeux jaunes, PUF, 2005[2],[3],[1]
- L'interview, artistes et intellectuels face aux journalistes, PUF, 2007[2],[4],[5],[6]
- Portrait silencieux de Jacques Lacan, PUF, 2010[7]

- Préface de "Voix de l'écho" d'Erik PORGE, Editions Eres, Toulouse, 2012.
- Préface  de "Lacan, la scène" de Patrick CHAMBON, Paris, 2012.